# Shergar
|  | Denne artikel er oprettet af botten Steenthbot ud fra en ekstern database. Den kan derfor have sproglige fejl eller mangler. Denne skabelon kan fjernes efter kontrol af indholdet. |

Shergar er en dansk børnefilm fra 2020 instrueret af Cora McKenna.

## Handling
Filmen handler om drengen Conor, der lever et bekymringsfrit liv i højt tempo sammen med sine venner på gaden I Dublin. Selvom det rebelske liv er sjovt, opvejer det ikke for problemerne i hans ustabile hjem. Når valget står mellem hvad han burde gøre, og hvad hans hektiske liv skubber ham hen imod, formår han ikke altid at tage den rigtige beslutning.